# Gynoplistia (Gynoplistia) pleuralis pleuralis
Gynoplistia (Gynoplistia) pleuralis pleuralis is een ondersoort van de tweevleugelige Gynoplistia (Gynoplistia) pleuralis uit de familie steltmuggen (Limoniidae). De ondersoort komt voor in het Australaziatisch gebied.